# Eberhard Katz

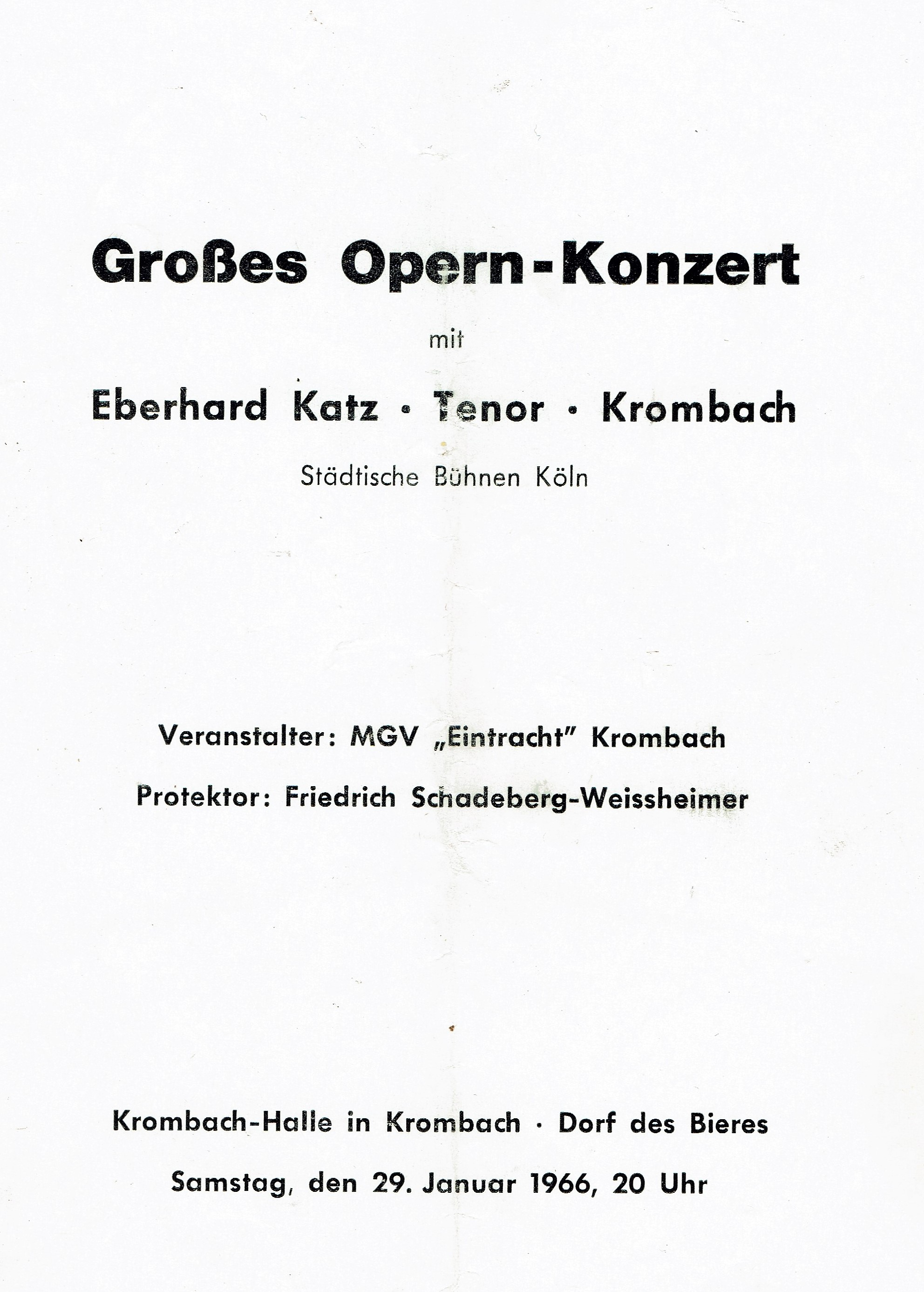
Programmheft des MGV „Eintracht“ Krombach, Seite 1, zum Opernkonzert mit Eberhard Katz am 29. Januar 1966

Eberhard Katz (* 19. Oktober 1928 in Krombach; † 13. Mai 2002 in Köln) war ein deutscher Opernsänger.

## Leben und Wirken
Eberhard Katz wurde am 19. Oktober 1928 in Krombach als fünftes Kind des Krombacher Bürgermeisters Friedrich Katz (1887–1957) und seiner Frau Lina geboren. Nach dem Volksschulabschluss 1943 absolvierte er eine Lehre als Maschinenschlosser und bewarb sich danach als Handwerker bei der Krombacher Brauerei, wo er zum Bierbrauer ausgebildet wurde. Er blieb dort Mitarbeiter bis zu seinem ersten Engagement an der Kölner Oper.
Eberhard Katz heiratete 1952 seine Frau Lilli geb. Lührs. Das Ehepaar hatte zwei Kinder, die mit 27 und 39 Jahren verstarben.
Katz stammte aus einer musikalischen Familie – sein Vater war begeisterter Zitherspieler und sang als 1. Tenor im MGV „Eintracht“ Krombach; sein Großonkel Paul Katz war Kreis-Chorleiter sowie Musikdirektor und Leiter des städtischen Musikvereins Rheinhausen. Er trat im Dezember 1946 dem Krombacher Männergesangverein bei, dessen Mitglied er bis zu seinem Ableben blieb. Der damalige Chorleiter des MGV Eintracht Krombach, Richard Kistemann gab ihm die erste musikalische Ausbildung. Eberhard Katz hatte seinen ersten öffentlichen Auftritt Anfang 1955 im Saal eines Gasthofes in Eichen. Am 3. November 1956 debütierte er anlässlich des 90-jährigen Jubiläums des MGV Liederkranz Hilchenbach in einem Konzert. In den nächsten drei Jahren trug er bei einer Vielzahl von Konzerten mit seiner klaren Tenorstimme bei, die auch die lokale Presse auf ihn aufmerksam machte. Damals wurde er als der singende Bierbrauer aus Krombach bekannt.
Ende 1959, bei einer Aufführung von Haydns Die Schöpfung in Eichen fiel einem der Solisten, dem Tenor Prof. Walter Witsch, die hervorragende Chorstimme von Katz auf. Dieser riet Katz zu einer qualifizierten Ausbildung an der Staatlichen Hochschule für Musik in Köln.
Katz fragte bei seinem Arbeitgeber nach und wurde fortan tatkräftig vom damaligen Junior-Chef der Krombacher Brauerei, Friedrich Schadeberg unterstützt, der Kontakt zu Clemens Glettenberg, Professor für Gesang an der Hochschule für Musik in Köln aufnahm. Katz wurde 1960 an der Hochschule in der Meisterklasse für Gesang angenommen. Der prominente Kölner Clemens Glettenberg, Lehrer vieler bedeutender Sänger, übernahm seine Ausbildung und führte sie zur Bühnenreife. Letzte Profi-Schulung erhielt Katz dann von dem berühmten Bariton und Professor der Kölner Musikhochschule Josef Metternich. Sein Studium wurde von der Krombacher Brauerei finanziert, indem sie mit Eberhard Katz vereinbarte, dass er in der Woche vier Tage in der Brauerei arbeite und an zwei Tagen in Köln studieren könne. Katz nahm sein Studium mit dem Sommersemester am 4. Mai 1960 auf und beendete es am 24. Juli 1962. Zu diesem Zeitpunkt war er bereits an der Kölner Oper als jugendlicher Heldentenor engagiert. Bereits 1961 nahm er auf Schloss Morsbroich an einem Meisterkurs für Sologesang teil. Katz zog mit seiner Familie von Krombach nach Rösrath, wo er bis zuletzt wohnte. In Erinnerung an seine Wurzeln gab der Tenor gemeinsam mit Erna Kluck, Städtische Bühnen Köln (Sopran) und Berthold Tripp, Deutsche Oper am Rhein Düsseldorf (Bariton) am 29. Januar 1966 ein Konzert in der Krombach-Halle.
Nach seiner Ausbildung zum Opernsänger begann eine imposante Karriere als Tenor an vielen bekannten Opernhäusern des In- und Auslandes.
Eberhard Katz war 35 Jahre Mitglied des Kölner Opernhauses; er hatte am 23. Mai 1997 dort seine letzte Vorstellung: Er trat als Zirkusdirektor in Smetanas Verkaufter Braut auf.
Daneben hatte er u. a. ein Engagement an der Stuttgarter Staatsoper, an der er bei einer Serie des Rosenkavalier von Richard Strauss in der Rolle des Wirts mitwirkte. Seine letzte Aufführung in Stuttgart war am Abend des 5. Juli 1998, wo sich für ihn letztmals der Bühnenvorhang senkte.
Eberhard Katz starb am 13. Mai 2002 im Alter von 73 Jahren in Köln an den Folgen eines Herzinfarktes. Ein Teil seines künstlerischen Nachlasses befindet sich im Stadtarchiv Kreuztal.